# آرویدس یورگنس
آرویدس یورگنس (لتونیایی: Arvīds Jurgens; ۲۷ مهٔ ۱۹۰۵ – ۱۷ دسامبر ۱۹۵۵) بازیکن فوتبال اهل لتونی بود.
وی همچنین در تیم ملی فوتبال لتونی بازی کرده‌است.